# Mailand–Sanremo 1947
Mailand–Sanremo 1947 war die 38. Austragung von Mailand–Sanremo, einem Eintagesrennen im Berufsradsport. Es wurde am 19. März 1947 über eine Distanz von 285 km ausgetragen. Sieger des Radrennens wurde Gino Bartali, der als Solist das Ziel erreichte.

## Rennverlauf
132 Fahrer standen am Start des traditionsreichen Rennens. Kälte und Dauerregen begleiteten die Fahrer während des gesamten Rennens. Dazu kam eine Vielzahl von Materialdefekten, die viele Fahrer zur Aufgabe zwangen. Lediglich 39 Fahrer erreichten das Ziel, teilweise mit Rückständen von mehr als einer Stunde. Zum erwarteten Zweikampf von Bartali und Fausto Coppi kam es nicht, da Coppi bereits kurz vor dem Anstieg zum Passo del Turchino aufgab. Eine Gruppe von vier Fahrern diktierte lange Zeit das Renngeschehen. 100 Kilometer vor dem Ziel hatte Bartali auf diese Gruppe noch einen Rückstand von acht Minuten, 30 Kilometer vor dem Ziel erreichte er die Spitze gemeinsam mit Osvaldo Bailo. Am Capo Berta griff Bartali an und distanzierte sofort alle Konkurrenten.

## Ergebnis
| Rang | Fahrer          | Team            | Zeit          |
| ---- | --------------- | --------------- | ------------- |
| 1    | Gino Bartali    | Legnano         | 8:33:00 h     |
| 2    | Ezio Cecchi     | Welter          | +3:57 Minuten |
| 3    | Sergio Maggini  | Benotto-Superga | +9:00 Minuten |
| 4    | Luciano Maggini | Benotto-Superga | +9:00 Minuten |
| 5    | Osvaldo Baili   | Welter          | +9:00 Minuten |
| 6    | Olimpio Bizzi   | Viscontea       | +9:00 Minuten |